# Brug 1575
Brug 1575 is een bouwkundig kunstwerk in Amsterdam Nieuw-West.
Deze brug stamt uit circa 2010 toen het gebied van de Osdorper Binnenpolder werd ontsloten en omgebouwd tot een groen recreatiegebied. Er waren talloze bruggen en bruggetjes nodig onder meer vanaf de Osdorperweg, de doorgaande grote verkeersroute hier. De brug is een doorsneebrug voor dit gebied, waar meerdere van dit soort bruggetjes liggen, zoals de even verder op gelegen brug 1574. De brug ligt tussen de gebouwen Osdorperweg 735 en 741.
Na de oplevering kreeg de brug te maken met administratieve fouten. De platte brug draagt een brugplaatje 1568, maar Amsterdam kent geen brug met dit nummer. Voorts staat bij de brug dat zij gelegen is in het Pieter Moeskoppad; Amsterdam kent geen pad onder die naam. Wel kent Amsterdam het Piet Moeskospad de officiële benaming van het pad vernoemd naar Piet Moeskops, maar dat is alleen gelegen tussen de Haarlemmerweg en de Baron Schimmelpenninck van der Oyeweg. Volgens de gemeente Amsterdam ligt de brug in een naamloze verbindingsweg (gegevens april 2022).  